# فرودگاه باسانکوسو
فرودگاه باسانکوسو (به انگلیسی: Basankusu Airport) یک فرودگاه همگانی با کد یاتا BSU است که یک باند فرود سنگفرش دارد و طول باند آن ۱۴۸۰ متر است. این فرودگاه در کشور جمهوری دموکراتیک کنگو قرار دارد و در ارتفاع ۳۷۱ متری از سطح دریا واقع شده‌است.